# Rio Chilikadrotna
O rio Chilikadrotna é um afluente com cerca de 89 quilômetros do rio Mulchatna, localizado no estado do Alasca, Estados Unidos. Sua nascente encontra-se nos Lagos Gêmeos, dentro do Parque Nacional e Reserva do Lago Clark, e seu curso flui para oeste, desaguando no rio Mulchatna a cerca de 74 quilômetros a noroeste de Nondalton.
Em 1980, os 18 quilômetros superiores do rio foram incluídos no Sistema Nacional de Rios Selvagens e Cênicos dos Estados Unidos, sob a categoria de "rio selvagem". Esse trecho protegido localiza-se inteiramente dentro do parque nacional.

## Recreação
Entre os meses de junho e setembro, o rio é geralmente navegável em botes infláveis de 3 a 4 metros ou caiaques, por praticantes com experiência em ambientes selvagens. A maior parte do Chilikadrotna é classificada como Classe II (dificuldade média) na Escala Internacional de Dificuldade de Rios, embora um trecho localizado cerca de 8 km abaixo da confluência com o rio Little Mulchatna atinja Classe III (difícil). Há também trechos de Classe I (fácil). Entre os perigos encontrados estão vegetação sobre a água, amontoados de troncos, correnteza veloz e trechos sinuosos.
A pesca esportiva é uma atividade comum no rio, embora Alaska Fishing ressalte que "não é um rio para barqueiros inexperientes". Não há acampamentos estruturados ou instalações turísticas ao longo do curso. Os principais peixes de valor esportivo encontrados incluem salmão-prateado, grayling-ártico, trutas e salvelinos, truta-arco-íris e truta-de-lago.